# Dani Samuels
Dani Samuels (Fairfield, Australija, 26. svibnja 1988.), australska atletičarka, svjetska prvakinja u bacanju diska iz 2009. godine
Godine 2009., postala je najmlađa svjetska prvakinja u bacanju diska. Trenutačni je državni i oceanijski rekorder.
Nakon što je osvojila zlatn medalju u bacanju diska i brončanu medalju u bacanju kugle na Svjetskom prvenstvu mladih u atletici 2005., osvojila je brončanu medalju u bacanju diska na Igrama Commonwealtha 2006. u Melbourneu, u dobi od sedamnaest godina. Na Ljetnoj univerzijadi 2007. je osvojila srebrnu medalju za Australiju. Na Olimpijskim igrama u Pekingu 2008. godine je stigla do finala, a 2009. osvaja zlatnu medalju na Svjetskom prvenstvu u atletici.
Ona je jedan od samo devet sportaša (ostali su Valerie Adams, Usain Bolt, Veronica Campbell-Brown, Jacques Freitag, Jelena Isinbajeva, Kirani James, Jana Pittman i David Storl) koji su osvajali svjetska prvenstva na juniorskoj, juniorskoj i seniorskoj razini. Njeni osobni rekordi su 69,64 m (disk) i 17,05 metara (kugla).
Dani Stevens je provela brojne zime igrajući košarku u Waratah ligi zajedno sa sestrom Jamie, koja je igrala u Ženskoj nacionalnoj košarkaškoj ligi.

## Rezultati
| Godina | Natjecanje                    | Mjesto | Duljina |
| ------ | ----------------------------- | ------ | ------- |
| 2005.  | mlađe juniorsko SP u Marakešu | 1.     | 54,09 m |
| 2006.  | Igre Commonwealtha            | 3.     | 59,44 m |
| 2006.  | juniorsko SP u Pekingu        | 1.     | 60,63 m |
| 2007.  | SP u Osaki                    | 13.    | 60,44 m |
| 2008.  | OI u Pekingu                  | 9.     | 60,15 m |
| 2009.  | SP u Berlinu                  | 1.     | 65,44 m |
| 2009.  | Univerzijada                  | 1.     | 62,48 m |
| 2012.  | OI u Londonu                  | 12.    | 60,40 m |
| 2014.  | Igre Commonwealtha            | 3.     | 64,88 m |
| 2015.  | SP u Pekingu                  | 6.     | 63,14 m |
| 2016.  | OI u Riu de Janeiru           | 4.     | 64,90 m |
| 2017.  | SP u Londonu                  | 2.     | 69,64 m |

## Vanjske poveznice

### Sestrinski projekti
|  | Zajednički poslužitelj ima još gradiva o temi Dani Samuels |